# Amphilochus tenuimanus
Amphilochus tenuimanus är en kräftdjursart som beskrevs av Boeck 1871. Amphilochus tenuimanus ingår i släktet Amphilochus och familjen Amphilochidae. Arten har ej påträffats i Sverige. Inga underarter finns listade i Catalogue of Life.